# Jagienka Wilczak
Jagienka Wilczak (ur. 1950) – polska dziennikarka.

## Kariera dziennikarska
Absolwentka polonistyki i dziennikarstwa na Uniwersytecie Jagiellońskim. Zaczynała karierę jako reporterka radiowa, była związana między innymi z Programem III Polskiego Radia a także Radiem Rzeszów. Publikowała również w miesięczniku „Dialog”. Od 1984 roku związana z „Polityką”. 
W 1994 opublikowała książkę Musicie zabić. Jest to reportaż ze śledztwa w sprawie morderstwa w Lesznie, którego tropy wiodą na Ukrainę.   
W 2000 roku jej tekst Krew w termosie z „Polityki” ukazał się w książce Witolda Beresia Czwarta władza. Najważniejsze wydarzenia medialne III RP.   
W 2004 roku otrzymała główną nagrodę w konkursie dziennikarskim „Nowe granice Unii Europejskiej” za tekst Wizy za dewizy opublikowany w „Polityce”.  
W 2006 roku otrzymała honorowe wyróżnienie za teksty Kochany Baćka oraz Jeszcze nie teraz w konkursie dziennikarskim Stowarzyszenia Dziennikarzy Polskich w kategorii Nagroda im. Kazimierza Dziewanowskiego. W 2007 roku otrzymała wyróżnienie za tekst Jak zjeść tę żabę w konkursie dziennikarskim Stowarzyszenia Dziennikarzy Polskich w kategorii Nagroda im. prof. Stefana Myczkowskiego (zob. Nagrody Stowarzyszenia Dziennikarzy Polskich).  

## Strzelectwo
W latach 1969–1971 należała do sekcji strzeleckiej klubu sportowego Towarzystwa Sportowego Wisła Kraków, brała udział m.in. w Zawodach juniorów Polska – NRD w 1970 roku.  